# Elvin Ivory
Elvin Dennis Ivory (Birmingham, 2 luglio 1948) è un ex cestista statunitense, professionista nella ABA.